# Ayette
Ayette és un municipi francès situat al departament del Pas de Calais i a la regió dels Alts de França. L'any 2007 tenia 326 habitants.

## Demografia

### Població
El 2007 la població de fet d'Ayette era de 326 persones. Hi havia 124 famílies de les quals 28 eren unipersonals (12 homes vivint sols i 16 dones vivint soles), 40 parelles sense fills, 48 parelles amb fills i 8 famílies monoparentals amb fills.
La població ha evolucionat segons el següent gràfic:
Habitants censats

### Habitatges
El 2007 hi havia 126 habitatges, 124 eren l'habitatge principal de la família i 2 estaven desocupats. Tots els 126 habitatges eren cases. Dels 124 habitatges principals, 115 estaven ocupats pels seus propietaris, 8 estaven llogats i ocupats pels llogaters i 1 estava cedit a títol gratuït; 1 tenia una cambra, 4 en tenien dues, 16 en tenien tres, 31 en tenien quatre i 72 en tenien cinc o més. 115 habitatges disposaven pel capbaix d'una plaça de pàrquing. A 56 habitatges hi havia un automòbil i a 51 n'hi havia dos o més.

### Piràmide de població
La piràmide de població per edats i sexe el 2009 era:
| Homes | Edats   | Dones |
| ----- | ------- | ----- |
| 0     | 95 o +  | 0     |
| 0     | 90 a 94 | 0     |
| 0     | 85 a 89 | 0     |
| 0     | 80 a 84 | 0     |
| 8     | 75 a 79 | 12    |
| 4     | 70 a 74 | 4     |
| 8     | 65 a 69 | 8     |
| 12    | 60 a 64 | 16    |
| 4     | 55 a 59 | 8     |
| 8     | 50 a 54 | 8     |
| 4     | 45 a 49 | 8     |
| 16    | 40 a 44 | 20    |
| 12    | 35 a 39 | 8     |
| 8     | 30 a 34 | 4     |
| 16    | 25 a 29 | 20    |
| 8     | 20 a 24 | 12    |
| 20    | 15 a 19 | 12    |
| 16    | 10 a 14 | 8     |
| 8     | 5 a 9   | 4     |
| 24    | 0 a 4   | 16    |

## Economia
El 2007 la població en edat de treballar era de 201 persones, 145 eren actives i 56 eren inactives. De les 145 persones actives 126 estaven ocupades (75 homes i 51 dones) i 19 estaven aturades (7 homes i 12 dones). De les 56 persones inactives 19 estaven jubilades, 20 estaven estudiant i 17 estaven classificades com a «altres inactius».

### Ingressos
El 2009 a Ayette hi havia 122 unitats fiscals que integraven 322 persones, la mediana anual d'ingressos fiscals per persona era de 17.334 €.

### Activitats econòmiques
Dels 5 establiments que hi havia el 2007, 1 era d'una empresa d'hostatgeria i restauració, 1 d'una empresa financera, 1 d'una entitat de l'administració pública i 2 d'empreses classificades com a «altres activitats de serveis».
L'únic servei als particulars que hi havia el 2009 era un restaurant.
L'any 2000 a Ayette hi havia 9 explotacions agrícoles.

## Equipaments sanitaris i escolars
El 2009 hi havia una escola maternal integrada dins d'un grup escolar amb les comunes properes formant una escola dispersa.

## Poblacions més properes
El següent diagrama mostra les poblacions més properes.